# Коконопряд туранговый
Коконопряд туранговый (лат. Streblote fainae) — вид бабочек из семейства коконопрядов.

## Описание
Длина переднего крыла — 16-17 мм. Окраска основного фона крыльев серо‑сиреневатая. Перевязь на переднем крыле (срединное поле) серо‑бурого цвета с коричневым оттенком. Внешнее поле на переднем крыле ограничено (изнутри) белой поперечной полоской, обладает выраженным напылением белёсых волосовидных чешуек. Поперёк крыла проходят две белёсоватые полоски, вторая из которых менее отчётливая и более коричневатая, чем внешний край крыла. Бахрома передних крыльев с серо-буроватого цвета. Голова и брюшко коричнево‑сиреневато‑серые.

## Ареал
Туркменистан, Узбекистан, Таджикистан.
На территории Узбекистана обитает в пойме реки Сурхандарья у Денау, пойме Амударьи у Ургенч, пойме Сырдарьи у поселка Пунган. В Таджикистане вид распространён по долине Амударьи.
Встречается в туранговых тугайных лесах и рощах вдоль русел равнинных рек.

## Биология
Гусеницы питаются на тополе сизолистном (Populus pruinosa). Окукливается в коконе на стволах и ветках кормового дерева. Куколки зимуют.

## Охрана
Вид включён в Красную книгу Узбекистана и Таджикистан. Численность повсеместно низкая, за последние десятилетия отмечается её резкое сокращение. Вид известен по малочисленным находкам. Численность сокращается из-за уничтожения тугайных лесов.